# سپنتا سمندریان
سپنتا سمندریان بازیگر سینما و تلویزیون ایرانی است. او نوهٔ علی‌اصغر پتگر نقاش معاصر است.

## فیلم‌شناسی
- از کنار هم می‌گذریم (فیلم، ۱۳۷۹)
- خانه‌ای روی آب (فیلم، ۱۳۸۰)[۱][۲]
- سفر سبز (مجموعه تلویزیونی) (ویژهٔ محرم ۱۳۸۱)
- آیین دلبری (تله‌فیلم، ۱۳۸۶)
- شیخ بهایی (مجموعه تلویزیونی)

## جایزه‌ها
- جایزه «بهترین بازیگر نوجوان» در جشنواره بین‌المللی فیلم‌های کودکان و نوجوانان همدان[۳]